# هانوا لایف
هانوا لایف (انگلیسی: Hanwha Life Insurance) شرکت بیمه کره‌ای است، که در سال ۱۹۴۶ تأسیس شد و هم‌اکنون زیرمجموعه‌ای از شرکت هانوا می‌باشد.